# Mikel Karrera Sarobe
Mikel Kabikoitz Karrera Sarobe (Pamplona, 30 de mayo de 1972), alias Ata, es un miembro de la extinta organización terrorista Euskadi Ta Askatasuna (ETA), de la que fue jefe militar entre febrero y mayo de 2010, condenado en abril de 2013 a cadena perpetua por la justicia francesa.

## Biografía
Karrera Sarobe se incorporó a ETA antes de 1998, integrándose en un comando legal (no fichado) y huyendo a Francia en 2003 junto a José Antonio Aranibar como liberado de la organización. Llegó a jefe militar de ETA tras la detención de Ibón Gogeaskoetxea Arronategi en febrero de 2010, tras seis años en la cúpula de la estructura de la organización terrorista. Es considerado un miembro próximo a las tesis Garikoitz Aspiazu, 'Txeroki', en la defensa de las posiciones más radicales en el seno de ETA, y junto a él fue muy crítico en 2004 con los jefes de los comandos de la organización por falta de eficacia, por lo que fue apartado de la cúpula de ETA. No obstante en 2007 se volvió a incorporar a la dirección etarra junto con Txeroki, Francisco Javier López Peña (Thierry), Ainhoa Ozaeta e Igor Suberbiola. Cuando Thierry, Ozaeta y Suberbiola fueron detenidos, Karrera Sarobe pasó a ser jefe del aparato logístico y en 2010 del aparato militar. Karrera Sarobe fue detenido en Francia en mayo de 2010.
Fue acusado por la justicia francesa y española de participar en el atentado y asesinato de los Guardias Civiles Fernando Trapero de 23 años y Raúl Centeno de 24 años en Capbreton (Francia) en 2007 y de un brigada de la Policía francesa en marzo de 2010, siendo condenado por ello por la justicia francesa en abril de 2013, en su calidad de responsable del comando que efectuó los asesinatos, a cadena perpetua, con un cumplimiento mínimo de 22 años de prisión. También fue condenada en el mismo juicio Saioa Sánchez Iturregui a 28 años de prisión, Txeroki a nueve años, Ibón Goieaskoetxea Arronategi a siete años y, finalmente, Eider Uruburu Zabaleta e Iratxe Sorzábal Díaz a cinco años.